# Luigi Magni
Luigi Magni (Roma, 21 de março de 1928 — Roma, 27 de outubro de 2013) foi um cineasta e roteirista italiano.

## Filmografia parcial
- 1968 - Faustina
- 1968 - La ragazza con la pistola
- 1969 - Nell'anno del Signore
- 1971 - Scipione detto anche l'africano
- 1973 - La Tosca
- 1974 - La via dei babbuini
- 1976 - Signore e signori, buonanotte
- 1976 - Basta che non si sappia in giro - episódio "Il superiore"
- 1976 - Quelle strane occasioni - episódio "Il cavalluccio svedese"
- 1977 - In nome del Papa Re
- 1980 - Arrivano i bersaglieri
- 1984 - L'addio a Enrico Berlinguer - documentário
- 1984 - State buoni se potete
- 1987 - Secondo Ponzio Pilato
- 1987 - Imago Urbis - documentário
- 1989 - 'O Re
- 1990 - In nome del popolo sovrano
- 1995 - Nemici d'infanzia
- 1996 - Esercizi di stile - episódio "Era il maggio radioso"
- 2000 - La carbonara